# 神偷：暗黑计划
《神偷：暗黑計劃》是望远镜工作室为Eidos Interactive开发的Microsoft Windows游戏，也是第一款把明暗光和声音运用到游戏操作中、同時以第一人称视角進行的個人電腦隐蔽类游戏，被Eidos稱為策略與动作结合的游戏。遊戲背景設定在帶有中世紀色彩之蒸汽朋克大都會「城市」（The City），主角加洛特（Garrett）在接受一秘密組織的訓練後成為盜賊進行各種任務。
遊戲獲得一致好評，亦是望遠鏡工作室商業上最成功的作品，其潛行系統影響了後期同類別的遊戲。续作為2000年《神偷II：金属时代》、2004年《神偷：致命暗影》和2014年重启作《神偷》。

## 系統

遠方的守衛在走廊上巡邏；主角手持鈍頭棒蹲在處於黑影範圍內的地毯上。畫面正下方的長方體是光測計，作為主角可視程度的參考。目前光測計顯示主角被發現的可能性很低。

遊戲採用第一人稱視角和3D的環境，強調潛行和避免正面交鋒，主角的戰鬥能力和抗傷害能力因此並不高。停留在黑暗的地點可避免引起敵人注意；遊戲抬頭顯示器中一個測量計能顯示主角的可視程度。主角可進行側身、蹲下、攀爬、游泳和奔跑等動作。遊戲內不同物件能產生不同程度的聲響，例如地毯較安靜而陶磚較嘈吵。主角可透過聲音從非玩家角色接收訊息，例如他們在甚麼地面上走動、與主角之間的距離及警戒程度，也可利用聲音（如投擲物品）干擾非玩家角色。
遊戲設有十二個關卡，各有不同任務目標，例如偷取指定的物品或累積贓物達一定價值，各目標均須完成才能前往下一個關卡；遊戲的三個難度對任務目標、關卡內的路徑及其他項目有所影響。大部分關卡均不預設完成方式，容許玩家即興地進行遊戲。
遊戲內非玩家角色的人工智能可使他們發現環境內的視覺和聽覺提示；假如他們看見主角、聽見主角發出的聲音、或察覺環境內出現血跡、被打開了的門及倒下的同伴等改變後會感到可疑，並視乎警戒狀態而無視提示或自動搜索主角。非玩家角色主要分作守衛和僕人，前者會發出警告和攻擊主角，負傷達一定程度時會逃走；後者則只會逃走並呼叫求救。非玩家角色也包括不死生物，部分關卡因而帶有恐怖遊戲元素。
主角配備了一枝鈍頭棒和一口劍，分別能癱瘓或殺死非玩家角色，使用劍作正面交鋒時能作出三種直接攻擊和擋格，倒下的非玩家角色可被抬走藏在其他地點。主角也配備了一把能作為遠程武器或工具的弓，可發射能熄滅火把的「水箭」和放下繩索的「繩箭」等。其他工具包括開鎖器、閃光彈、速度魔藥等。工具可在關卡之間購買。

## 劇情

### 背景
遊戲設定在包含中世紀黑暗奇幻與工業革命元素的大都會「城市」（The City）。遊戲總監表示背景本質上是未介定的中世紀時代，像中世紀歐洲、1985年電影《妙想天開》與1995年電影《童夢失魂夜》的混合，遊戲內有電力、少量魔法及部分19世紀機械技術，被認為是蒸汽引擎技術被廣泛使用時期的蒸汽朋克。背景設定也在關卡內的筆記和非玩家角色對話中有所交代。
城市的三大勢力為中立和維持平衡的「管理員」（Keepers）、追求秩序之「聖槌教團」（Hammerites）和追求混亂之「異端派」（Pagans）。聖槌教團以「造物主」（Builder）為膜拜對象，崇尚文明進步、工藝和正義；異端派以「妖神」（Trickster）為膜拜對象，崇尚自然世界。各派別之建築物被特別設計以反映其理念。

### 梗概
主角加洛特（Garrett）為一名孤兒，兒時以偷竊及帶送口信為生，一天晚上向一名行蹤隱密之男子行竊事敗，男子自稱管理員成員並因認為加洛特有才能而邀其加入組織。加洛特接受各項匿蹤訓練後決定離開組織以偷竊為業。
加洛特除以偷竊及變賣贓物維生，多年來也受一犯罪集團施壓邀請加入，集團首領拉米拉斯（Ramirez）於被拒後派出殺手，加洛特避過刺殺後潛進拉米拉斯大宅並偷去其貼身錢包作為警告。不久一名自稱域多利亞（Viktoria）之女子聯絡加洛特，表示自己代表一名因賞識他對付拉米拉斯的手法而委託一項任務之匿名人士：潛進新貴族兼收藏家君士坦丁（Constantine）之新建大宅偷取一口魔劍。加洛特事成後被邀與該匿名人士會面，發現他正是君士坦丁且是次任務為一次考驗：君士坦丁希望加洛特能潛進聖槌教團一幢位於城市舊區之大教堂，偷取一顆名為「神眼」（The Eye）之寶石。
舊區於約五十年前發生一場原因不明之災難，大量不死生物與大火對該區造成嚴重破壞，為阻止災難波及全市，舊區外圍被築起一道圍牆並荒廢至今。加洛特在到達教堂外從外牆一道裂縫看見神眼浮在堂內主壇上；擁有自我意識之神眼表示教堂大門之封印只有管理員才能破解：教堂於多年前懷疑被妖神施法使大量屍體復活，管理員因此以四塊元素護符封印了教堂大門以阻止不死生物湧出，其中火、水護符被藏在一個被埋於城市地底深處之失落遺跡內；土、風護符則被藏在聖槌教團一所聖堂內。加洛特取得四塊護符後進入大教堂獲得神眼，並了解此寶石正是導致堂內所有人被殺及變成不死生物之原因。在一名聖槌教徒幽靈的協助下，加洛特逃出大教堂返回君士坦丁大宅交出神眼，但君士坦丁及域多利亞均表示神眼並不完美，二人隨即褪去偽裝分別回復其妖神及木靈身分並奪去加洛特右眼以啟動神眼，加洛特於目擊二人以空間裂縫離開後暈倒。不久兩名管理者前來營救，但在替加洛特鬆綁後立即離開，加洛特逃離滿佈妖獸之大宅期間亦從各處資料發現妖神欲把城市回復至天然狀態。
加洛特決定前往聖槌教團聖堂請求協助，但到達後發現妖獸已先行進行了攻擊。加洛特於聖堂地底避難所發現生還之聖槌教徒並救出被囚禁之大祭司，事後被交予一顆裝有陷阱之仿製神眼，隨後潛進妖神之領域「混沌深淵」（Maw of Chaos）並發現妖神正在利用神眼進行儀式。加洛特乘妖神不察之際把兩眼交換，仿製神眼啟動陷阱殺死了妖神。事件結束後加洛特被聖槌教團贈予一顆機械義眼，其後一天於街上重遇當天繳他加入組織之管理者，雖然加洛特於表示自己已與管理者全無關係後離開，該管理者仍為未來之「金屬時代」（Metal Age）作出警告。

## 開發
遊戲開發於1996年4月展開，原設計師兼編劇肯·利維恩（Ken Levine）被每日電訊報譽為遊戲創作的靈魂人物，設計靈感來自其最喜愛之兩款遊戲：《德軍堡壘》與《暗黑破壞神》。開發概念本為製作一款角色扮演動作遊戲，因此利維恩被安排負責設計遊戲之世界與劇情。早期理念和開發項目成為《暗黑卡美洛》（Dark Camelot），期後才演變成為《暗黑計劃》。遊戲首個概念為一款第一人稱劍擊模擬遊戲：五十年代冷戰時期蘇聯被不死生物侵占，作為中央情報局僅存成員的玩家需要斬殺牠們，而且可選擇是否與派別同盟或敵對，但被市場部門否決。
作為第二個概念之《暗黑卡美洛》仍以劍擊為核心，採用第一人稱視角，結合了動作遊戲、角色扮演遊戲和冒險遊戲元素，劇情為亞瑟王傳說的相反：莫卓是被曲解的英雄、亞瑟王是暴君、梅林是精神病患者、摩根勒菲是莫卓之顧問、桂妮薇兒是一名會背叛蘭斯洛特爵士協助莫卓潛進卡美洛偷取聖杯之同性戀者。遊戲美工丹·斯朗（Dan Thron）表示他們很長一段時間並不了解遊戲內容，直至有人突然提出玩家不應只是斬殺敵人的潛行概念。遊戲設計師道格·卓治（Doug Church）表示當初的潛行構思為玩家趁著守衛不注意時盡快越過他們，設計師保羅·尼拉夫（Paul Neurath）認為潛行相當有趣並提出製作一款與盜賊有關的遊戲。
《暗黑卡美洛》於1997年早期被更名為《暗黑計劃》，改以偷竊和潛行為核心，但部分已設計之關卡仍被採納使用。遊戲總監於3月表示他們本質上在製作某類模擬遊戲，使用真實的物件互動和物理，首席遊戲設計謝夫·尤斯（Jeff Yaus）補充道他們的目標是使一切物件的表現合乎常理，例如會燃燒的物件將會燃燒，但是否這樣做交由玩家決定。潛行設計草案於4月4日完成，其中「維持隱密時力量強大；現身時非常弱小」的理念來自潛艇戰爭，特別是1985年遊戲《寂靜部隊》。團隊曾計劃引進多人模式，包括以死鬥為基礎、各盜賊小隊於時限內搶先從非玩家角色領域中偷取財寶之「盜鬥」模式（Theftmatch）。
《暗黑計劃》開發工作於1997年5月全面展開並趕及在同年E3中展出遊戲示範和宣傳短片，原定夏季推出，但工作室於1997年中面臨嚴重財政問題，其奧斯汀分部關閉並導致數名人員離職，包括擔任《暗黑卡美洛》遊戲製作之華倫·史碧塔（Warren Spector）和利維恩。早於4月18日，工作室已在半年內解聘了約半數顧員，開發團隊的士氣也因隊內成員大幅改變而受到打擊，首席遊戲程序師湯姆·里安納特（Tom Leonard）表示眾人承受巨大壓力，數名人員也因此自願離職，包括負責設計非玩家角色人工智能之前首席程序師布里斯高·羅謝斯（Briscoe Rogers），遊戲也因此出現蠕蟲和其他問題。
里安納特在接任首席程序師一職後認為人工智能系統仍可修繕；他在數月間發現協助非玩家角色探索路徑之資料碼已無法挽救，並於1997年11月利用約五分之一的原碼完成了設計。為集中精力創造以潛行為中心之單人任務，里安納特於開發階段廢除了多人模式、複雜的道具介面和支線性任務結構，亦認為多人模式的廢除和遊戲從《暗黑計劃》更名為《神偷：暗黑計劃》能使團隊目標更明確。遊戲名稱終在1998年4月3日變更，團隊亦提出和否決了數項構思，包括在牆壁和天花板上爬行的能力、縮小魔藥和隱身魔藥。1998年夏季，團隊備受疲勞和遊戲內的模擬及人工智能漏洞困擾，里安納特之新人工智能系統亦暫停製作以給予團隊足夠時間把遊戲概念集結成試玩版，直至經過十二星期連續工作後才繼續。
遊戲大部分問題在預計發行日期三個月前已被解決，里安納特表示團隊開始對遊戲抱有正面觀感，同時《魔鬼戰將：天擊戰線》、《戰慄時空》和《潛龍諜影》等遊戲的推出減低了團隊對試驗性質遊戲銷量不佳的憂慮，長達兩年半和耗資三百萬元的開發工作終在熱情和自信下結束。遊戲在1998年11月30日由Eidos Interactive發行，其加強版《神偷：黃金》（Thief Gold）由望遠鏡工作室與Eidos於1999年10月推出，增加三個新任務並修繕了原版本之十二個任務，遊戲光碟也包括關卡編輯器、續作《神偷Ⅱ：金屬時代》製作花絮影片等額外內容。

### 設計
遊戲設計以第一人稱潛行和避免交鋒作為核心，里安納特表示這構思是對傳統第一人稱射擊遊戲的衝擊，不少人擔心這遊戲風格將不能吸引玩家，甚至深入參與遊戲開發的人員亦曾有此疑慮。對於玩家表示需要投放一段時間才能享受團隊以前開發的遊戲，團隊修改《暗黑計劃》的設計讓玩家能在剛接觸遊戲就已經掌握遊玩方式；卓治表示團隊的目標是把遊戲設計發揮至極限但同時與工作室以往遊戲的核心設計相同，希望提供一個玩家能利用一系列能力選擇自己的目標的世界，讓他們按各自的方式克服障礙和使他們在目標完成後更感滿足，而彈性的遊戲元素模擬是有效的方法。
遊戲主要被設計成非預設；任務內各事件大多自然發生。里安納特表示此舉乃希望加強玩家互動與即興，玩家與非玩家角色的關係正是遊戲內的主要障礙，為此遊戲需要先進的人工智能系統。里安納特指出如《戰慄時空》等身一人稱射擊遊戲的人工智能大多運用了「觀察與聆聽」系統（look and listen systems），非玩家角色在看見或聽見玩家後會變得凶暴，《暗黑計劃》之系統擴大了非玩家角色能感受的狀態，例如它們在聽見可疑的聲音變成完全敵對前能先作出調查。
遊戲設計蘭迪·史密斯（Randy Smith）表示光與影是遊戲中的安全界線，但這界線並不穩定或完全安全，玩家最終需要離開安全區域，並在進入另一安全區域前面對危機，即使躲藏起來也會感到不安，但隨著技術進步將能判斷安全的程度。部分任務包含恐怖遊戲元素，其中任務九「回到教堂」（Return to the Cathedral）故意使玩家無法判斷他們是否安全，史密斯認為迫使玩家非自願地面對恐懼更能加強內心的恐懼，該任務也迫使玩家在整個任務中作出一切有可能作出的恐怖之事。雜誌《PC Gamer UK》表示這任務創造了一個鬆懈和緊張的循環，強烈地捶打著玩家的神經末梢。
任務以切合劇情而設計而非改變劇情以迎合任務，團隊從1997年遊戲《黃金眼007》獲得啟發而加入了一個能改變任務目標的難度系統，使設計師能在各遊戲難度設計不同的遊戲體驗而不需要改變各任務的整體結構，從而以最低開發成本提高重玩價值。團隊基於這概念而提高玩家於較高難度設定中的殺敵限制；編劇兼聲優泰莉·布羅斯易斯（Terri Brosius）表示他們花了不少努力確保所有任務均可在不殺一人的情況下完成。
遊戲總監葛里格·羅彼高羅（Greg LoPiccolo）希望遊戲聲效能使環境和遊玩過程更豐富，因此遊戲需要一個先進的聲效系統。設計師為每個任務創造了一個「空間資料庫」（room database）以營造真實的聲波傳播；遊戲音樂作家艾力克·布羅斯易斯（Eric Brosius）與團隊希望聲效能作為非玩家角色位置與狀態的提示，同時作為非玩家角色對玩家位置的提示，為此他們為非玩家角色錄製了語音，相反物件發出的聲音能使非玩家角色掌握主角的位置，非玩家角色之間也能透過聲效溝通：守衛的呼叫能警告一定範圍內的其他守衛。聲音也作為交代劇情的元素：著重潛行的玩家能竊聽非玩家角色之間的對話以對遊戲背景有更深入的了解
。

### 引擎
遊戲採用之黑暗引擎並非獨立預算項目而是於開發階段內編寫，偏重模擬現實物理，例如箭發射後會以拋物線下墜而非直線飛行，亦有alpha混合、紋理濾波、動態光源和動作捕捉。渲染大部分由望遠鏡工作室程序師西恩·巴烈特（Sean Barrett）於1995年秋季編寫並預計在遊戲發售前完成。巴烈特在1996年離職後以合約形式繼續編寫，亦協助硬件支援等工作，但一直未有全面地處理渲染，其完成度也比同期其他渲染低。
黑暗引擎被設計成可以重用和方便程序師給合完成品，勒布朗克根據這概念而編寫了「暗黑物件系統」（Dark Object System）。里安納特表示這系統是管理遊戲模擬內各種獨立物品的資料庫，設計師能透過操縱物品改變遊戲行為而不需編寫額外編碼，系統也管理源頭數據以及材質、關卡、3D模型、聲效等遊戲內容。一個未完成之黑暗引擎被用作與遊戲開發者Irrational Games合作開發出1999年遊戲《網路奇兵2》，由於暗黑物件系統表現良好，《暗黑計劃》與《網路奇兵2》在大部分開發過程中使用了相同的執行檔。

## 發行
遊戲直至2000年5月售出超過五十萬份，成為望遠鏡工作室商業上最成功的遊戲。

## 評價
遊戲獲得一致好評。《電腦遊戲世界》表示《暗黑計劃》是正面的驚喜，對厭倦了《毀滅戰士》類型的遊戲和渴求挑戰的玩家而言值得一試；雜誌《The Adrenaline Vault》評論員表示《暗黑計劃》已成為他任何時候均最喜歡的遊戲；雜誌《PC Zone》評論員稱遊戲「極為出色」。
雜誌《PC Gamer UK》表示《暗黑計劃》提供的自由於剛開始時很駭人，但期後絕對令人不能自己；洛杉磯時報表示遊戲要求玩家思考；雜誌《PC Gamer US》表示《暗黑計劃》是一款富挑戰性、引人入勝、不容易區分類別的遊戲，對考驗玩家機智的設定予以讚揚；雜誌《Computer Games Strategy Plus》表示避免交鋒的樂趣原來可如此巨大；《新海峽時報》形容遊戲非常令人投入和極富懸疑氣氛，強烈推薦予渴望成為夜行俠的人；《GamePro》讚揚人工智能並認為遊戲愈投入時間遊玩會愈好玩。
遊戲聲效廣受好評。雜誌《PC Zone》表示聲效為遊戲的真實感和玩家的投入感提升至前所未有的境界；《電腦遊戲世界》表示聲效絕對令人驚嘆，其帶有方向的持續背景效果使玩家投入主角緊張的黑影世界；網站《Salon.com》表示遊戲關卡之懸疑氣氛精細，深入的聲效提示使遊玩過程接近虛擬真實的地步。
遊戲圖像褒貶不一，部分認為不及《戰慄時空》和《魔域幻境》，但雜誌《Maximum PC》表示黑暗引擎比得上LithTech引擎、雷神之錘引擎和魔域幻境引擎，同時對遊戲的人工智能、聲效和劇情予以讚揚；《電腦遊戲世界》批評遊戲內部分地點極為黑暗，表示必須把明暗校正調至最大及把顯示器亮度調至最高才能勉強看見環境細節，但認為圖像圓滑無縫；部分評論也對各種碰撞偵測問題作出批評。
遊戲的超自然與洞穴探索元素引來批評，部分評論認為應採用較真實和以偷竊為核心的任務。《PC Zone》認為不死生物使遊戲淪為市面上眾多砍殺遊戲之其中一作，破壞了劇情敍述；《PC Gamer UK》認為部分關卡與《盜墓者》相近但算不上出色 ；《電腦遊戲世界》認為部分關卡難度過高；雜誌《Next Generation》表示雖然潛行或會過於重複，但遊戲仍然有趣而且對其類別而言是有價值的一作。

### 影響
《神偷：暗黑計劃》是第一款3D潛行個人電腦遊戲，其潛行設定對後期同類別遊戲造成影響，也被認為是第一款以光與影作潛行機制及以聲音作環境提示的遊戲，其中容許聲音穿越角落和房間的聲波傳播系統引起遊戲開發商的廣大回響，後期如《刺客教條》、《刺客任務》、《縱橫諜海》和《天誅》等潛行遊戲均有《暗黑計劃》之影子。《戰慄時空》遊戲設計兼編劇馬克·尼羅（Marc Laidlaw）形容《暗黑計劃》是他所玩過最恐怖、最引人入勝和最有滿足感的遊戲，亦是他一直重玩和最喜歡的單人遊戲，並表示《暗黑計劃》是他希望曾參與製作的遊戲；《輻射3》首席設計師亦表示《暗黑計劃》是他最喜歡的遊戲。
《暗黑計劃》被部分刊物列為史上最偉大遊戲之一。《GameSpy》表示遊戲有別於當時大部分第一人稱射擊遊戲，鼓勵潛行和避免正面交鋒，否定了動作遊戲必須是射擊類別的想法，為這已經數量過剩的遊戲類別開闢了全新的世界；《GameSpot》表示《潛龍諜影》、《天誅》和《暗黑計劃》為潛行動作遊戲下了定義，但只有後者對利用影子前進的玩法作出了最完美的闡述，亦是電子遊戲界中仍未超越的成就；IGN於2009年把《暗黑計劃》列進其名遊戲榜；《GamePro》表示《暗黑計劃》是潛行動作遊戲的先鋒；《Eurogamer》表示近代潛行遊戲只是笨拙地模仿《暗黑計劃》這大師級原創遊戲，並應為此感到羞恥；《Kotaku》於2012年表示《暗黑計劃》是最佳的潛行遊戲，比任何近代同類別遊戲優秀；時代雜誌於同年把《暗黑計劃》列為史上百大最偉大遊戲之一。
遊戲有兩款續作以及一款重啟作。望遠鏡工作室於2000年3月推出獲得正面評價之《神偷Ⅱ：金屬時代》，由離子風暴奧斯汀工作室開發之《神偷：致命暗影》於2004年5月推出，同樣獲得正面評價；2009年5月，消息透露Eidos蒙特利爾開發第四款神偷系列作品，對應微軟視窗、PlayStation 3和Xbox 360，評價為中至正面。《暗黑計劃》自望遠鏡工作室關閉後由玩家團體進行支援，當中包括以近代遊戲引擎重現《暗黑計劃》神髓之遊戲模組《暗黑模組》，原定作為《毀滅戰士3》之遊戲模組於2009年推出，最後在2013年10月作為開放原始碼獨立遊戲推出；2013年12月，玩家團體推出高清模組《神偷：黃金高清》（Thief Gold HD）。

## 外部連結
- 莫比游戏上的《神偷：暗黑计划》（英文）